# Show by Rock!!
Show By Rock!! (ショウ・バイ・ロック!! Shō Bai Rokku!!?) videojuego de ritmo desarrollado y publicado por Geechs, en colaboración con Sanrio. El juego fue lanzado el 30 de julio de 2013 para iOS y el 27 de junio de 2014 para dispositivos Android. En enero de 2018, el desarrollo se transfirió de Geechs a Edia, descontinuado su servicio el 26 de diciembre de 2019. Square Enix, produjo y publicó un sucesor del juego original, que se lanzó el 12 de marzo de 2020 en todas las plataformas móviles.
Cuatro adaptaciones a series de anime basadas en el juego han sido realizadas. Las primeros tres fueron animadas por Bones y es el primer anime nocturno basado en un personaje o franquicia de Sanrio. La primera temporada se emitió en Japón entre abril y junio de 2015 en Tokyo MX, una serie de cortos animados de julio a septiembre de 2016 y una segunda temporada de octubre a diciembre de 2016. La tercera temporada de la serie fue animada por Kinema Citrus y emitida desde el 9 de enero al 26 de marzo de 2020. La Cuarta temporada se emitió del 13 de enero de 2021 al 31 de marzo de 2021.
Última emisión
31 de marzo de 2021.

## Personajes
Los personajes de Show By Rock!! están organizados por grupos musicales.
Plasmagica (プラズマジカ Purazumajika?)
La banda de inicio en el modo historia del videojuego, compuesta por cuatro miembros reunidos por Maple Arisugawa de Banded Rocking Records. Cyan espera hacer lo mejor que pueda en la banda y estar en la cima de la industria de la música. También son el grupo destacado en el anime Show By Rock!!.
Cyan Hijirikawa (聖川 詩杏 Hijirikawa Shian?)  / Cyan (シアン Shian?)
 Seiyū: Eri Inagawa
Cyan es la protagonista de la serie, es una chica tímida pero con una gran pasión por la música. Ella es absorbida por el videojuego que estaba jugando en su teléfono inteligente e inexplicablemente se encuentra en Midi City. Se une a Plasmagica cuando Retoree le pidió que fuera parte de ella. Durante las actuaciones, como todos los demás miembros de la banda, ella también sufre una transformación a Myumons, se convierte en una gata negra vestida que usa un traje de lolita gótica con medias a rayas. Es la cantante y guitarrista de Plasmagica.
ChuChu (チュチュ Chuchu?)
 Seiyū: Sumire Uesaka
Es una niña con cabello morado, orejas de conejo blancas y cola. Decidió hacerse popular cuando vio la actuación de Grateful King. Así comenzó su carrera en solitario hasta que Maple le ofreció a unirse a Plasmagica. Ella utilizó esta oportunidad como trampolín para obtener éxito, pero finalmente decidió no abandonar la banda ya que se había vuelto demasiado importante para ella. Durante la actuación se transforma en un conejo rosa con ropa negra. Es la segunda cantante y guitarrista de Plasmagica.
Retoree (レトリー Retorī?)
 Seiyū: Manami Numakura (anime) y Eri Kitamura (juego)
Es una niña con largas coletas rubias, orejas y cola de perro. Ella es la chica más inteligente del grupo, usa su teléfono inteligente en cualquier momento, ocultando así su timidez. No es muy social, pero parece estar enamorada de Cyan. Cuando supo que Cyan regresaría tarde o temprano a su mundo, se deprimió mucho, hasta el punto de no volver a hablar con ella. La situación mejoró gracias a la letra de su nueva canción que, incluso si están muy lejos, sus corazones siempre estarán conectados. Durante la actuación, se transforma en una niña perro con la apariencia de un golden retriever. Es la bajista y cantante de Plasmagica.
Moa (モア Moa?)
 Seiyū: Ayane Sakura
Es una niña con cabello rizado de color, cuernos amarillos, orejas negras y una pequeña cola negra. Ella es una extraterrestre del espacio, que vino a Midi City para investigar Sound World, hasta que es reclutada para ingresar a la Plasmagica. Ella siempre termina sus discursos con «Pyuru~» (ぴゅる〜 Pyuru〜?) y toca con la banda usando la batería Super Cosmo. Durante la actuación se convierte en una niña oveja rosada y negra con cuernos amarillos. Más tarde se revela que es la princesa heredera del planeta Pyuru.
ShinganCrimsonZ (シンガンクリムゾンズ Shingan Kurimuzonzu?)
La segunda banda principal del juego, clasificada como una banda de Visual kei. Al igual que Plasmagica, también están contratados para Banded Rocking Records y también apunta a convertirse en la mejor de toda Midi City. Todas las canciones son interpretadas por Kishō Taniyama de Granrodeo.
Crow (クロウ Kurō?)
 Seiyū: Kishō Taniyama
Él es el líder de ShinganCrimsonZ, Myumons con la apariencia de un erizo rojo y negro que pretende ser el mejor roquero en toda Midi City. Es muy impulsivo y vulgar, y se enorgullece de sus habilidades musicales y tiende a no llevarse bien con los otros miembros de la banda Aion y Yaiba. Su punto de referencia es el Rey Agradecido. Es el guitarrista y cantante de ShinganCrimsonZ.
Aion (アイオーン Aiōn?)
 Seiyū: Kōki Uchiyama (anime) y Junichi Yanagida (juego)
Es un Myumons con la apariencia de un león blanco y beige, un niño tranquilo que piensa en el bien de sí mismo, definiéndose como el Dios del sol oscuro. A menudo se pelea con Crow y Yaiba. Es el guitarrista de ShinganCrimsonZ.
Yaiba (ヤイバ Yaiba?)
 Seiyū: Tetsuya Kakihara (anime) y Mitsuhiro Ichiki (juego)
Es un Myumons con la apariencia de un zorro amarillo y negro que conoce las técnicas del samurái y tiene un gran respeto por el camino del Bushido y el Rock Spirit. A pesar de ser tímido se las arregla para pelear con Crow y Aion. Es el bajista de ShinganCrimsonZ.
Rom (ロム Romu?)
 Seiyū: Yoshimasa Hosoya (anime) y Teruyuki Tanzawa (juego)
Él es el líder de facto del grupo, un Myumons con la apariencia de un leopardo que regaña y calma las aguas cuando los otros miembros del grupo discuten. Es admirado por los otros miembros porque tiene un trabajo permanente. Era amigo y compañero de banda de Shu Zo hasta que se separó del grupo. Es el baterista de ShinganCrimsonZ.

## Medios

### Videojuegos
El juego fue presentado por Sanrio en el sitio web oficial del juego y se lanzó el 30 de julio de 2013 para iOS y luego en las plataformas  Android el 27 de junio de 2014. El director en jefe de licencias de Sanrio, Akito Sasaki, dijo en una exposición de licencias que la razón porque la distancia artística del juego del estilo habitual de Sanrio se debe a que está dirigido a niños pequeños (aunque terminó atrayendo a niñas mayores de entre 15 y 19 años). También se lanzaron varios videos promocionales para el juego y se subieron a la cuenta oficial de YouTube de Sanrio. El servicio para el juego fue descontinuado el 26 de diciembre de 2019.
Una secuela del juego titulada Show by Rock!! Fes A Live fue desarrollada y publicada por Square-Enix, y lanzada para dispositivos iOS y Android el 12 de marzo de 2020.

### Anime
Una adaptación a serie de anime del juego y animada por Bones fue emitida en Tokyo MX entre el 5 de abril y el 21 de junio de 2015. La serie fue dirigida por Takahiro Ikezoe y escrita por Tōko Machida, con música compuesta por Yasuharu Takanashi, Funta7 y Rega Sound. El tema de apertura Seishun wa Non-Stop! (青春はNon-Stop!?) y el tema de cierre Have a Nice Music!!, fueron interpretados por Plasmagica (Eri Inagawa, Sumire Uesaka, Manami Numakura y Ayane Sakura. Shimomura de Sanrio comentó que «Sanrio está dirigido a hombres a los que les gusta el anime y los juegos, un grupo demográfico al que no hemos apuntado hasta ahora, con el fin de desarrollar el marketing multimedia a través de juegos, anime y redes sociales». Eri Inagawa, la actriz de voz de Cyan, comentó que «esta ha sido una adaptación de anime muy esperada. Estoy tan feliz que podría llorar».
Una serie de cortos animados titulada  Show By Rock!! Short!! se emitió del 4 de julio al 19 de septiembre de 2016. El tema principal es Do-Re-Mi-Fa Party (ドレミファPARTY?) de Plasmagica. Una segunda temporada, Show By Rock!!#, fue emitida del 2 de octubre al 18 de diciembre de 2016. El tema de apertura es Heart o Rock!! (ハートをRock!!?) mientras que el tema de cierre es My Song is YOU!!, ambos interpretados por Plasmagica.
Una tercera temporada, titulada Show by Rock!! Mashumairesh!! (SHOW BY ROCK!!ましゅまいれっしゅ!! Shō Bai Rokku!!Mashiyumairesshu!!?), producido por Kinema Citrus y emitida en Tokyo MX, BS Fuji, UNB, SUN y TV Tokyo entre el 9 de enero y el 26 de marzo de 2020. Seung Hui Son estuvo a cargo de la dirección, con Daisuke Tazawa como guionista y Nobuyuki Ito como diseñador de personajes. Polygon Pictures maneja las escenas de animación en 3D, mientras que Yasuharu Takanashi y Funta7 regresaron para componer la música de la serie en Pony Canyon. Todas las temporadas fueron licenciadas por Funimation.